# شون وودوارد
شون أنتوني وودوارد (من مواليد يوم 26 أكتوبر من عام 1958) هو سياسي بريطاني كان عضو برلمان تابع لحزب العمال عن دائرة سانت هيلينز الجنوبية من عام 2001 إلى عام 2015. عمل في مجلس الوزراء من يوم 28 يونيو من عام 2007 إلى يوم 11 مايو من عام 2010 بصفة وزير الدولة لشؤون أيرلندا الشمالية. عقب انتخابات عام 2010 العامة، عُين وودوارد وزير ظل الدولة لشؤون أيرلندا الشمالية حتى السابع من أكتوبر من عام 2011، وقتما استُبدل فيرنون كوكر به.
بدأ وودوارد، وهو باحث ومنتج تلفزيوني، مهنته السياسية في حزب المحافظين. انتُخب في عام 1997 بصفة عضو برلمان تابع لحزب المحافظين عن دائرة ويتني، لكنه انضم إلى حزب العمال في عام 1999.

## نشأته
تلقى وودوارد تعليمه في مدرسة بريستول للقواعد، وهي مدرسة نهارية مستقلة، ثم ارتاد بعدها كلية يسوع، في جامعة كامبريدج، حيث درس الأدب الإنجليزي. درس أيضًا في جامعة هارفارد بموجب منحة دراسية من منح كينيدي. من عام 1981 إلى عام 1982، كان عضو الجماعة الضاغطة البرلماني لمجلس المستهلك الوطني. من عام 1982 إلى عام 1990، عمل بوصفه باحثًا ومنتجًا للأنباء والشؤون الجارية في تلفزيون بي بي سي على برامج ذاتس لايف!، وبانوراما، ونيوز نايت. كتب بعد ذلك كتابًا عن بين هاردويك. من عام 1991 إلى 1992، شغل منصب مدير الاتصالات في حزب المحافظين.

## عضوًا في البرلمان
اختير وودوارد خلفًا لدوغلاس هيرد بصفة مرشح تابع لحزب المحافظين من أجل مقعد ويتني الآمن في انتخابات عام 1997، بعد أن كان مسؤولًا كبيرًا في الحزب مسبقًا. انتُخب بأغلبية كبيرة، وكان المتحدث باسم المقعد الأمامي في لندن عن معارضة الحزب المحافظ في ظل ويليام هيغ حتى عام 1999، وقتما اُقيل لدعمه إلغاء المادة 28، وهي قانون كان يهدف إلى منع «ترويج المثلية الجنسية» في المدارس.

### تحوّله إلى حزب العمال
بعد إقالته من مقعد المحافظين الأمامي، ترك وودوارد بعدها حزب المحافظين وانتقل إلى حزب العمال الحاكم، دون أن يستقيل من البرلمان. هذا يعني عدم حدوث انتخابات تكميلية. حصل على وظيفة تنسيق حملة حزب العمال الانتخابية لعام 2001. طلب اتحاد دائرة المحافظين المحلي منه أن يستقيل ويترشح مجددًا في الانتخابات التكميلية، تحت راية حزب العمال، لأنه كان قد فاز بكرسي المحافظين الآمن أصلًا بعد الترشح بصفته تابعًا لحزب المحافظين. رفض وودوارد إجراء انتخابات تكميلية، واستمر بتمثيل دائرته لعامين.
تعرض وودوارد لنقد زملائه السابقين في حزب المحافظين، بما فيهم القائد ويليام هيغ، والرئيس مايكل أنكرام، ومايكل هيزلتاين، وأعضاء البرلمان توني بين، وجيريمي كوربين، وبعد عشر سنوات، في مذكرات عام 2009 السياسية لوزير حزب العمال السابق كريس مولين. رحبت الشخصيات الكبرى في حزب العمال بتحول وودوارد.